# 你的降落伞是什么颜色？

《你的降落伞是什么颜色？》(What Color is Your Parachute?)是理查德·尼尔森·鲍利斯所著的职业指导书。该书自从1970年出版以来，每年都会有更新。鲍利斯最初在1970年12月份由自己将该书出版，但是自从1972年11月之后便将出版权移交给了位于加州伯克利的十速出版社。
迄今为止该书全球销量超过1千万册，被译为14种语言，与《战争与和平》、《哈克贝利·费恩历险记》、《小王子》共同列入“25本影响人们生活的著作”。
中文版《你的降落伞是什么颜色》由中信出版社2002年5月出版，由原著What Color is Your Parachute? 2001年版翻译编撰而来。